# مایکل تاکر
مایکل تاکر (انگلیسی: Michael Tucker؛ زادهٔ ۶ فوریهٔ ۱۹۴۵) یک هنرپیشه اهل ایالات متحده آمریکا است. وی از سال ۱۹۷۱ میلادی تاکنون مشغول فعالیت بوده‌است.
از فیلم‌ها یا مجموعه‌های تلویزیونی که وی در آن‌ها نقش داشته‌است می‌توان به شبی پُر باران، مردان حلبی، برای عشق یا پول و تا تو بودی اشاره نمود.